# Giovanni Correale Santacroce
Giovanni Correale Santacroce (Siderno, 1º gennaio 1909 – ...) è stato un avvocato e politico italiano.

## Biografia
Nato a Siderno nel 1909, figlio di Adolfo, conseguì la laurea in giurisprudenza e svolse la professione di avvocato a Catanzaro.
Socialista, pur non iscritto al Partito Nazionale Fascista, rimase tuttavia un moderato durante gli anni del regime e venne per questo selezionato dal prefetto di Catanzaro come possibile primo cittadino dopo la liberazione, in una città fortemente di destra. Nel mese di dicembre venne nominato sindaco di Catanzaro, il primo dopo la caduta della dittatura fascista, rimanendo in carica fino alle prime elezioni democratiche del 1946.
Il 12 maggio 1945 fu nominato commissario del Consorzio agrario provinciale di Catanzaro.